# Koadjutor
Koadjutor (lat. coadiutor) je pomoćnik biskupa, postavljen u skladu s potrebama biskupije, s pravom preuzimanja biskupske časti, za razliku od pomoćnog biskupa koji nema pravo preuzimanja. Koadjutor preuzima službu kad apostolsko pismo imenovanja osobno ili preko zastupnika pokaže dijecezanskom biskupu i zboru savjetnika u prisutnosti kancelara kurije. Ako je dijecezanski biskup potpuno spriječen, dovoljno je da pokaže apostolsko pismo imenovanja zboru savjetnika u prisutnosti kancelara kurije.
Zadaća (kao i pomoćnom biskupu) mu je pomaganje dijecezanskom biskupu u upravljanju biskupijom i zamjenjuje ga u odsutnosti ili spriječenosti.